# Углицкий
Углицкий — посёлок в Чесменском районе Челябинской области России. Административный центр Углицкого сельского поселения.

## География
Посёлок находится на берегу реки Чёрная, на расстоянии 25 км к  от села Чесма, административного центра района.

## Население
| 2002 | 2010 |
| ---- | ---- |
| 935  | ↗993 |

### Национальный состав
По данным Всероссийской переписи, в 2010 году численность населения посёлка составляла 993 человека (464 мужчины и 529 женщин).

## Улицы
| - пер. Бригадный, - ул. Зелёная, - ул. Колхозная, - ул. Комсомольская, | - ул. Красноармейская, - ул. Ленина, - ул. Лесная, - пер. Механизаторов, | - ул. Механизаторов, - ул. Набережная, - ул. Новая, - ул. Пионерская, | - ул. Советская, - пер. Уральский, - ул. Центральная, - ул. Школьная. |